# 대기과학
대기과학(大氣科學, 영어: atmospheric sciences)은 대기와 그 과정과 다른 계에 미치는 영향을 연구하는 학문이다. 기상학은 일기 예보라는 큰 측면에서 대기화학과 대기물리학을 포함한다. 기후학은 대기의 변화를 연구하는 학문이다. 고층대기물리학(aeronomy)은 대기의 고층을 연구하는 분야이다.
고층기상학(aerology, 그리스어 ἀήρ, aēr, "공기", -λογία, -logia에서 유래)이라는 용어는 때때로 지구의 대기 연구를 위한 대체 용어로 사용된다. 다른 정의에서 고층기상학은 행성 경계층 위의 영역인 자유 대기로 제한된다.

## 기후학
최대 몇 주 동안 지속되는 단기 기상 시스템을 연구하는 기상학과 달리 기후학은 해당 시스템의 빈도와 추세를 연구한다. 대기 조건과 관련하여 수년에서 수천년에 걸쳐 기상 현상의 주기성과 장기 평균 기상 패턴의 변화를 연구한다. 기후학을 실천하는 기후학자는 지역적, 지역적, 지구적 기후의 성격과 기후 변화를 일으키는 자연적 또는 인간이 유발한 요인을 모두 연구한다. 기후학은 과거를 고려하고 미래의 기후 변화를 예측하는 데 도움을 줄 수 있다.
기후학적으로 관심을 끄는 현상에는 대기 경계층, 순환 패턴, 열 전달(복사, 대류 및 잠복), 대기와 해양 및 지표면 간의 상호 작용(특히 식생, 토지 이용 및 지형), 지구 대기의 화학적 및 물리적 구성이 포함된다. 관련 학문 분야에는 천체 물리학, 대기 물리학, 화학, 생태학, 자연 지리학, 지질학, 지구 물리학, 빙하학, 수문학, 해양학 및 화산학이 포함된다.

## 초고층대기물리학
초고층대기물리학은 지구의 상층 대기(성층권 위의 대기층)와 다른 행성 대기의 해당 영역에 대한 과학적 연구이다. 전체 대기는 지구의 상층 대기 또는 그 일부에 해당할 수 있다. 대기 화학과 대기 물리학의 한 분야인 초고층대기물리학은 성층권 아래 대기층에 초점을 맞춘 기상학과 대조된다. 초고층대기물리학자들이 연구하는 대기 지역에서는 화학적 해리와 이온화가 중요한 현상이다.

## 같이 보기
- 기상학